# Colegio San Francisco de Asís (Arequipa)
El Colegio San Francisco de Asís es un colegio católico de Arequipa, fue fundado en la calle Jerusalén, del centro histórico de Arequipa el año 1830. Está regido por Frailes Franciscanos. A través de su historia, ha forjado grandes y honorables hombres que han llevado en alto el nombre del colegio, a través de todos el Perú y del mundo entero, en los diferentes campos del ejercicio profesional.

## Historia
El Colegio San Francisco de Asísio de Arequipa, ha pasado por tres etapas de funcionamiento y estas obedecen a los cambios surgidos dentro de la historia de República del Perú.

### Primera etapa: Periodo "Calienes"
Por el año 1822, toma este nombre en homenaje a su ilustre fundador. Luego, el P. Esteban Rincón desde el año de 1830 (finales del Virreinato del Perú), hasta la muerte del Canónigo Manuel Gonzales, mantiene su funcionamiento como una escuela que ofrece sus servicios en los Claustros del Convento.
El funcionamiento fue refrendado por la Ley Nro. 556 del Congreso de la República del 13 de enero de 1848, oficializándose como un colegio público.

### Segunda etapa: Periodo del internado
Entre los años 1893 a 1918.

### Tercera etapa: Periodo de la restauración
Se inicia en sus dos primeros años bajo el nombre de San Buenaventura. El P. Enrique Rodríguez, sobre la base de la escuela que dirigía en ese entonces el P. Alfonso Arrisueño y que era a su vez colegio seráfico conducido por el P. José Antonio Nuñez del Prado, apertura el funcionamiento oficial de la Escuela Primaria Nro. 556, según la Resolución Suprema Nro. 119 del 14 de abril de 1921, tiempo que fue oportuno para cambiar su denominación a "San Francisco de Asís".
A los dos años de esta etapa de funcionamiento, bajo la Resolución Suprema Nro. 823 del 4 de noviembre de 1923 se amplía el funcionamiento del Colegio a Educación Secundaria Nro. 7987, prosiguiendo así su funcionamiento hasta el día de hoy.
Cabe destacar que según Resolución Suprema Nro. 089 del 3 de mayo de 1934, tiene su prerrogativa de Seminario Menor Franciscano.
El Colegio San Francisco junto con el Colegio Guadalupe, son los únicos Colegios del Perú que han recibido la medalla de Oro "Sol Radiante" de la Instrucción Pre Militar (IPM).

### Insignia
La insignia tiene una forma coronada y apuntada, con un borde de color oro viejo. Se divide en dos franjas horizontales. En la franja superior se distinguen los colores de la Bandera Nacional, sobre los que están impresas las iniciales del colegio. En la franja inferior se puede apreciar como fondo, símbolos netamente arequipeños como son: el Misti, su cielo azul y la verde campiña sobre este fondo descansan tres emblemas franciscanos: el león rampante de Asís, que significa la aspiración del joven Francisco de ser un caballero cruzado y que al final terminó siendo un Caballero de Cristo; la Tau, es la última letra del alfabeto hebreo y significa ser últimos, pequeños y humildes corno lo enseña Jesús al decirnos que quien quiera ser el primero en el Reino de Dios se hago el último; y los brazos cruzados con llagas en las manos que representan la unión de San Francisco con Jesucristo y el anhelo de aquel en quererlo imitar pobre y crucificado. Finalmente, en le parte superior tiene una corona que fue tomada del escudo de la ciudad de Asís.

### Oración
Oh, Señor, Has de mi un instrumento de Tu Paz .

Donde hay odio, que lleve yo el Amor.

Donde haya ofensa, que lleve yo el Perdón.

Donde haya discordia, que lleve yo la Unión.

Donde haya duda, que lleve yo la Fe.

Donde haya error, que lleve yo la Verdad.

Donde haya desesperación, que lleve yo la Alegría.

Donde haya tinieblas, que lleve yo la Luz.

Oh, Maestro, 

haced que yo no busque tanto 

ser consolado, sino consolar;

ser comprendido, sino comprender;

ser amado, como amar.

Porque es:

Dando, que se recibe;

Perdonando, que se es perdonado;

Muriendo, que se resucita a la Vida Eterna.

.

### Himno del Colegio
Muchachos franciscanos de nombre y corazón,
Espíritu fraterno por una noble unión
forjemos en el aula carácter de instrucción 
sirviendo así a la patria y obedeciendo a Dios,
sirviendo así a la patria y obedeciendo a Dios
las aulas de Francisco de Asís nos modelaron,
tenemos en el aula huellas de paz y bien,
La ciencia que aprendimos la senda ha iluminado 
por donde en el mañana tendremos que marchar,
por donde en el mañana tendremos que marchar.
Muchachos franciscanos de nombre y corazón,
Espíritu fraterno de una noble unión
Muchachos franciscanos de nombre y corazón,
Espíritu fraterno de una noble unión 
tenemos en el aula carácter de instrucción 
sirviendo así a la patria y obedeciendo a Dios,
sirviendo así a la patria y obedeciendo a Dios.

## Infraestructura

### Antiguo local
Las primeras instalaciones principales del Colegio San Francisco de Asís se encuentran en el Centro Histórico de la Ciudad de Arequipa en la calle Jerusalén, junto al convento e iglesia del mismo nombre.

### Nuevo local
Viéndose que el local que tenía junto al Convento, ya era vetusto e inadecuado para una formación acorde a los lineamientos de la pedagogía actual, se ha adquirido un nuevo terreno, de una extensión de 9,350 m², en la comprensión del Distrito de Cayma, donde actualmente se ha construido un nuevo complejo educativo-deportivo, que ha reemplazado el viejo local de la Calle Jerusalén, gracias al esfuerzo de los hermanos que han trabajado bajo la dirección de Fr. Amílcar Ramos Delgado ofm. y de los exalumnos que aportaron cuotas extraordinarias, cuando estos eran alumnos. ejem. la PROMOCIÓN 91 y Promoción 86 - JUVENTUS PAX

## Exalumnos
La Asociación de Exalumnos del Colegio San Francisco de Asís de Arequipa, Data de muchas décadas de creación y en sus diferentes directivas, han estado ilustres exalumnos representando orgullosamente a sus promociones y es también parte fundamental del colegio.